# Movimento centrale

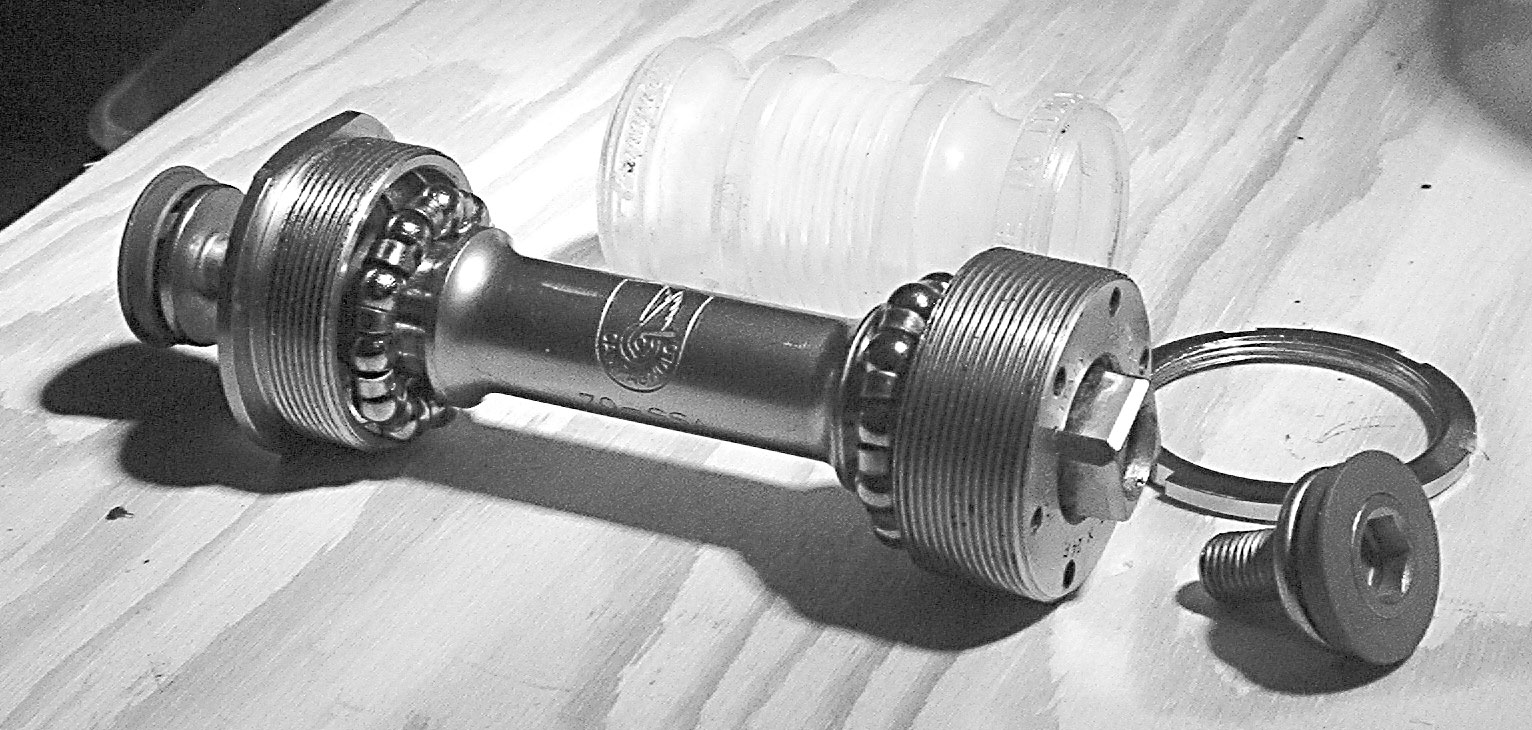
Prototipo del movimento centrale

Il movimento centrale della bicicletta consiste in quell'insieme di parti atte alla rotazione del perno centrale collegato ai pedali e di conseguenza alla guarnitura (corone anteriori).

## Descrizione

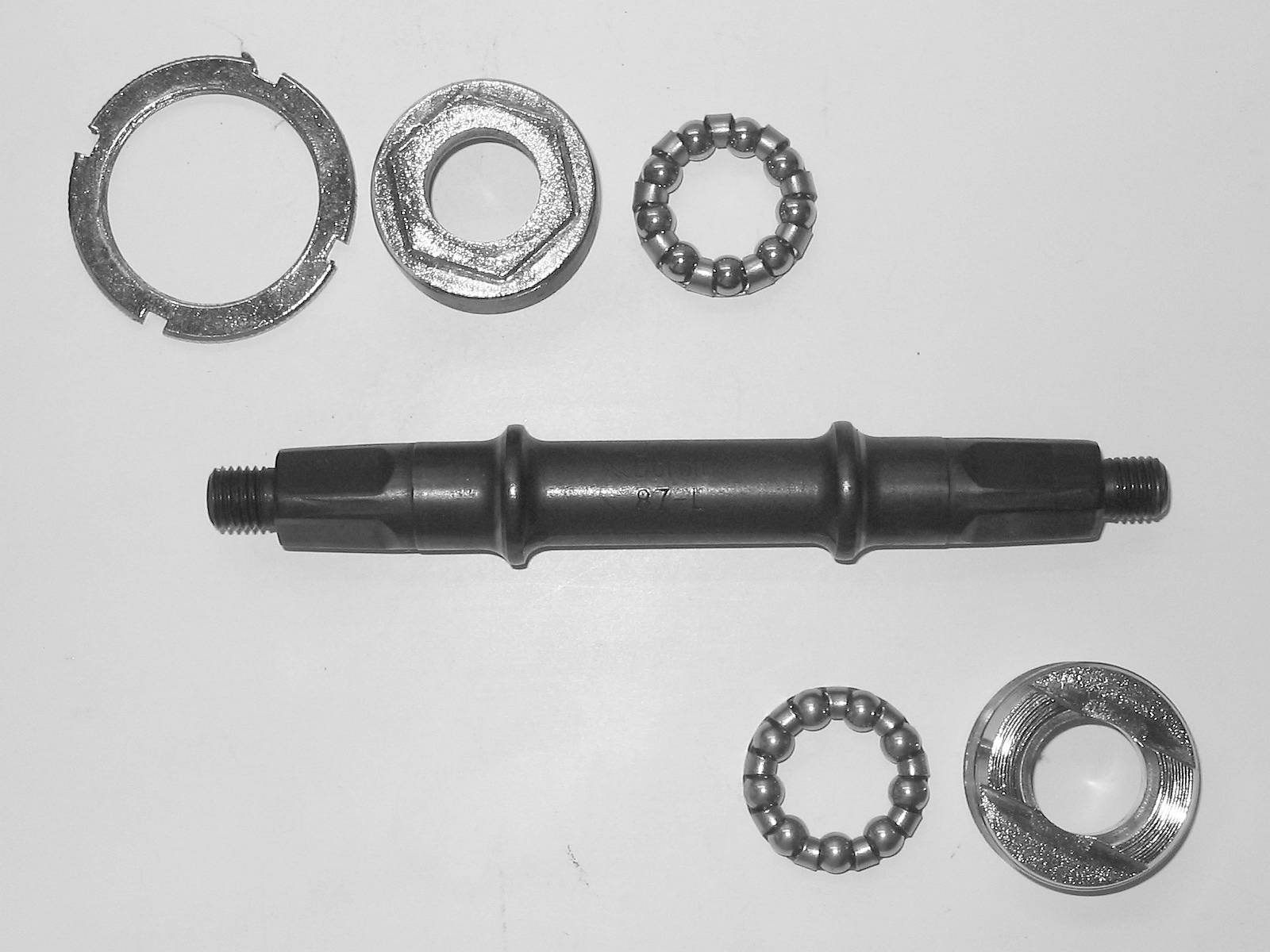
Movimento centrale classico smontato

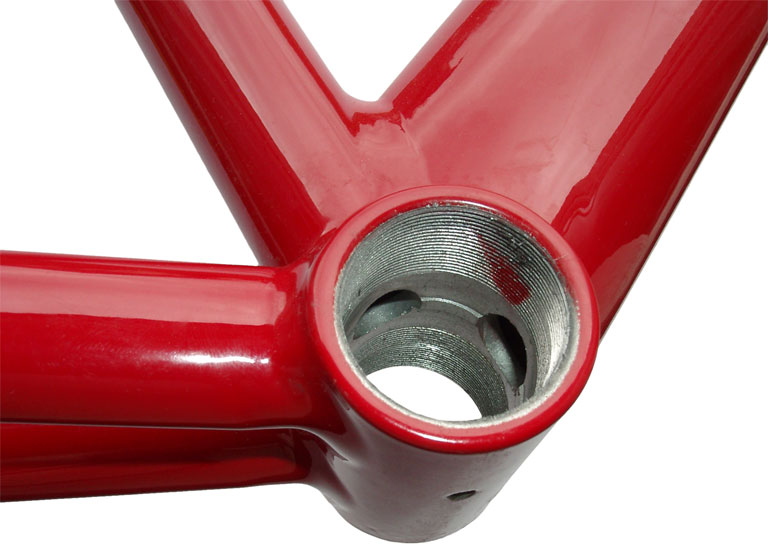
Sede del movimento centrale

Il movimento "classico" è sempre costituito da:
- Perno centrale che ha il compito di dare appoggio alle due pedivelle e renderle solidali, creare la parte interna dei cuscinetti
- cuscinetti a sfera, posti sui lati della scatola del movimento stesso, sono caratterizzati per via della sola gabbia e sfere, difatti i due anelli del cuscinetto sono costituiti dal perno centrale e dai due supporti laterali.
- Supporti laterali e ghiera si usano due supporti, che servono per fissare il perno centrale, dove una va avvitata completamente, mentre l'altra munita di ghiera serve anche per regolare il gioco dei cuscinetti e permettere una pedalata fluida, questo è possibile perché il supporto viene avvitato fino al corretto gioco e la ghiera fa da tenuta, per evitare che si sviti.

### Tipologia
I movimenti centrali da qualche anno a questa parte, sotto l'influente scorta delle esperienze derivate dalle mountain bike, hanno subito, se non radicali, robusti cambiamenti.
Infatti si può avere:
- Tradizionale è il tipo più comune, caratterizzato da un'inserzione progressiva dei diversi componenti.
- A Cartuccia già da vari anni la maggioranza dei movimenti è "a cartuccia", ovvero, non si montano più, separatamente, sebbene facenti parte dello stesso kit, i cuscinetti, sfere, perno, ecc, perché la cartuccia racchiude già tutto l'insieme.(sintassi?) 
Ciò rende più agevole il montaggio ed allo stesso tempo risulta più sicura rispetto al problema dell'impermeabilità, mentre quando è da operare la sostituzione (per usura, etc.) si cambia direttamente il tutto.
- Con calotte esterne (p.es. Shimano Hollowtech 2 o Campagnolo Ultra-Torque). Questo sistema permette una distanza maggiore tra i cuscinetti e quindi conferisce maggiore stabilità e resistenza alla torsione alle pedivelle. Il perno che passa attraverso i due cuscinetti è solidale con la guarnitura, mentre la pedivella sinistra deve essere accoppiata con il perno. Uno svantaggio di questo sistema (rispetto al sistema con cartucce)è che richiede un perfetto allineamento delle calotte, senza il quale i cuscinetti possono avere vita breve. È quindi necessario preparare accuratamente la scatola (fresare). Un'ulteriore evoluzione che si sta affermando è il sistema Press Fit: la scatola del movimento non è più filettata, il movimento viene "pressato" nel suo alloggiamento. Allo stato attuale (maggio 2013) esistono ancora parecchi standard, visto che, oltre a Shimano, anche altre ditte come Truvativ o Sram propogono movimenti di questo tipo.

### Perno

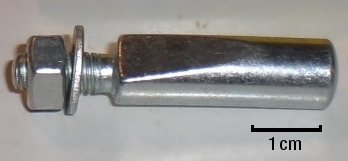
Chiavella

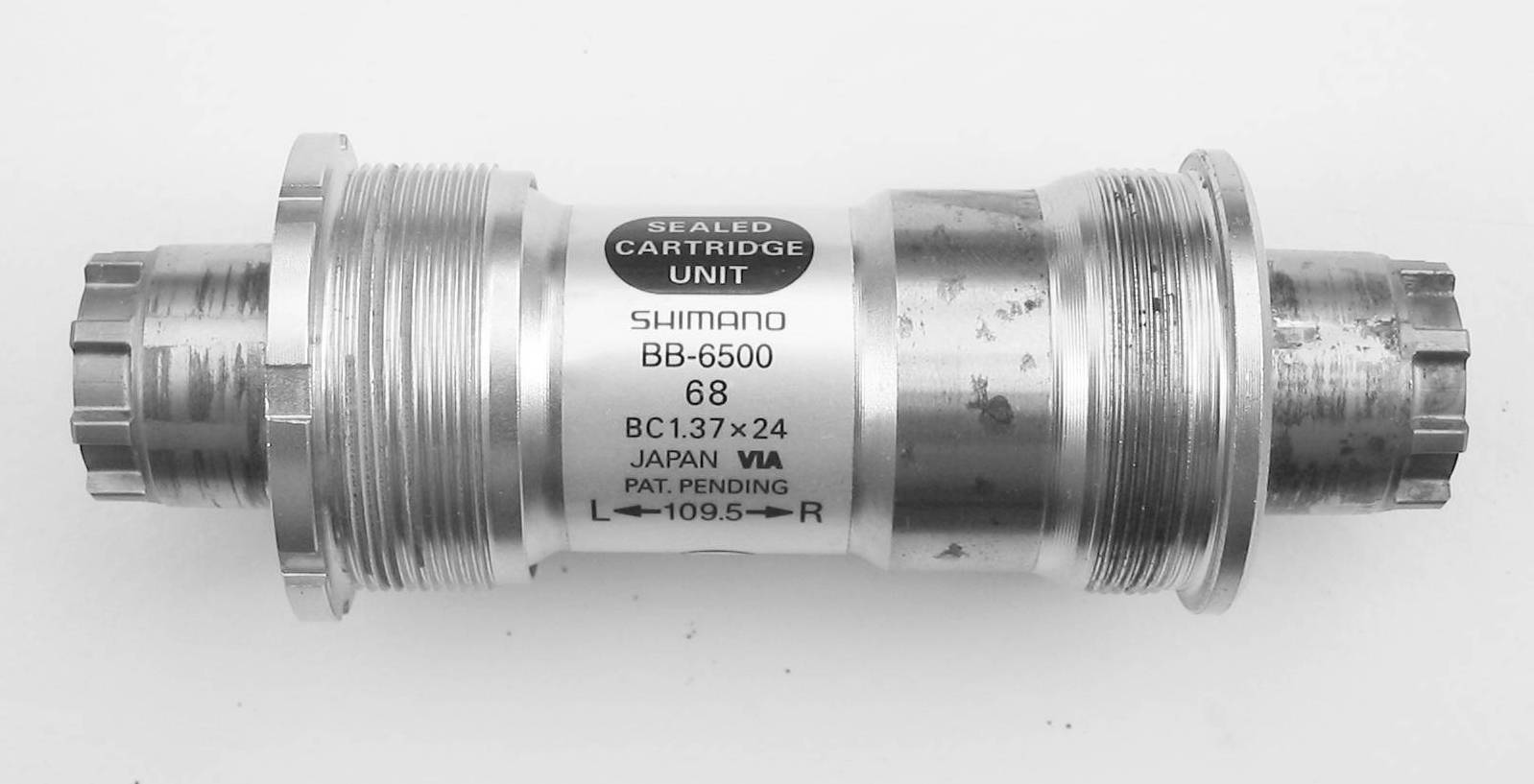
Movimento centrale a cartuccia con perno Oktalink

Si sono inoltre introdotti vari tipi di profilo per il perno, che si deve accoppiare perfettamente con la guarnitura e che può essere:
- Quadrato è il classico perno
- Chiavella , per molti anni lo standard nelle biciclette da passeggio, presenta una zona fresata in corrispondenza della pedivella, su cui si va ad appoggiare la chiavella che le dà il nome, un perno tagliato a cuneo e filettato nell'estremità di diametro minore, per consentirne il bloccaggio con un dado.
- ISIS
- Oktalink (standard per Shimano)
- Hollowtech 2 e simili

### Sedi cuscinetto
Ultima novità in fatto di movimenti centrali riguarda la sede dei cuscinetti, che può essere:
- Interni posizione tradizionale, dove vengono ospitati all'interno della scatola del movimento
- Esterni alcune realizzazioni prevedono l'alloggiamento dei suddetti al di fuori della scatola, cioè esternamente, questo per aumentare la stabilità e la robustezza della pedalata, attraverso l'aumento della superficie su cui ruotare (in questo caso la larghezza).

### Filettature
Esistono vari tipi di filettature ("passi") per le calotte da avvitare al telaio, i più diffusi sono inglese (BSA) ed italiano, mentre gli obsoleti svizzero e francese sono ormai abbandonati.
- italiana (36 mm x 24 tpi, entrambe le calotte destrorse) - dimensioni della scatola 70 mm
- inglese (1.370" (34,7 mm) x 24tpi, calotta destra sinistrorsa, calotta sinistra destrorsa) - dimensioni della scatola 68mm,73mm o 83mm(DH)
- francese (35 mm x 1, entrambe le calotte sinistrorse, raro da trovare) - dimensioni della scatola 68 mm
- svizzero (35 mm x 1, calotta destra sinistrorsa, calotta sinistra destrorsa; obsoleto) - dimensioni della scatola 68 mm